# أزرق (قرية)
أزرق ود المليح ، قرية من قري السودان، تقع في شمال غرب الجزيرة، فهي تتبع إدارياً لمحلية الكاملين، التي تمثل منطقة شمال غرب الجزيرة، وتتبع لها قرى داخل مشروع الجزيرة، وأخرى على النيل الأزرق. يقول عوض الله محمد عوض الله وهو أحد أبناء ازرق في بحث علمي :إن غالبية قرى النيل الأزرق في ولاية الجزيرة لها إمتدادت دخل المشروع، حيث تمثل القرى الواقعة على النيل الموطن الأصلي لتلك القرى التي كانت الأراضي داخل المشروع مزرعهم المطرية، ولذلك تجد غالبية سكان أزرق ود المليح قبيلة الرفاعة، والسريحة والبشاقرة شرق، وعديد البشاقرة والبشاقرة غرب والتكينة وكذا قرى ود لميد، واللعوتة والسديرة التي ترتبط بي بعضها البعض والمسعودية، وقرى طيبة النعيم والقلقالة ، وحلّة حمد الترابي، وأبروس لها ارتباطاتها الاجتماعية بقرى ود الترابي والحليلة والكسمبر، وهذا حتى تصل إالي ود مدني عاصمة الولاية.أهل أزرق ود المليح من الرافيين أحفاد السيد رافع، وتنطق الفاعيين كما يشير الشيخ محمد حامد التكينة، في حديث متلفز مع الأستاذ جلال مراد متّعه الله بالعافية. في أزرق مدراس وشفخانة أسسها الإنجليز، وأيضا بها دار تحفيظ قرآن قد تم الترتيب لها من قبل عبد الحليم محمد نور الذي طالت غربته عن القرية، رد الله غربته بكل خير في دولة الإمارات العربية المتحدة، كما أيضا ساهم في بناء مسجد في قرية السريحة المجاورة لقرية ازرق وبقرية ازرق مدرسة ابتدائي بنين وبنات وأيضا ثانوية بنين وبنات، واهل القرية الغالبية فيهم مزارعون في عهد الثمانينات، واشتهرت أزرق ود المليح بأبقارها التي كانت مدرارة للحليب، والان يتنوع عمل السكان بين الزراعة والعمل في مكاتب الدولة وغالبيتهم في مكاتب الدولة ..
وكما أسس شباب قریه ازرق ود المليح المکتب التنفیذی للاتحاد الوطنی للشباب السودانی وکان ذلک عقب اجتماع الذی نظمه الشباب بقریه ازرق وکانت خطوه جیده من الشباب للنهوض با القریة لتکملت کافه الخدمات وکان من أول الخطوات الایجابیة العمل الجدی لانشا نادی شباب القریة.